# A Salgótarjáni utcai zsidó temető ravatalozója
A Salgótarjáni utcai zsidó temető bejárati épülete egy budapesti temetkezési épület.

## Története
Lajta Béla, a 20. század elejének építésze számos középületet tervezett a fővárosban, terveinek egy része meg is valósult. Azonban kapcsolatban állott a zsidó temetkezési intézményekkel is, és 1903-tól ő volt a Chevra Kadisa, azaz a zsidó szentegylet műszaki tanácsosa. Feladata volt a pesti zsidó temetők építészeti ügyeinek felügyelete. Emellett több síremlék (legalább 30) tervezését is vállalta.
Funerális építészeti munkásságának talán legjelentősebbjét képezte a Salgótarjáni utcai zsidó temető bejárati épületére és ravatalozójára kiírt terv kivitele (1907–1908). Az épület stílusát talán art déconak lehetne mondani, amely Lajta több későbbi művénél (Pesti Izraelita Hitközség alapítványi gimnáziuma, Gróf Széchenyi István Felsőkereskedelmi Fiúiskola, Parisiana) előkerült.
A temető már az 1920-as évekre nagyrészt betelt, de csak az 1950-es évekbe zárták be. Ezt követően a ravatalozó is funkción kívül került. A ravatalozó az 1970-es években omlott be. A pontos dátum nem ismert, Vámos 1970-es könyvében még nem tud az eseményről.
Az épület alapfalai napjainkban is állnak, és megtekinthetőek. Berendezési tárgyak (pl. menóra) már nem találhatók benne, ahogyan oroszlánnal díszített kapuja is hiányzik.

## Egyéb irodalom
- Gerle János – Kovács Attila – Makovecz Imre: A századforduló magyar építészete. Szépirodalmi Könyvkiadó, Budapest, 1990, ISBN 963-15-4278-5, 109-116. o.
- Vámos Ferenc: Lajta Béla, Akadémiai Kiadó, Budapest, 1970
- Tóth Vilmos: A Salgótarjáni utcai zsidó temető, Nemzeti Örökség Intézete, Budapest, 2014, ISBN 9789630888325
- (szerk.) Dr. Fogarasi Katalin – Haraszti György: Zsidó síremlékek Budapesten, Nemzeti Kegyeleti Bizottság, Budapest, 2004, ISBN 963-214-895-9
- (szerk.) Gyökös Eleonóra: Lajta Béla művei a temetőben, Nemzeti Örökség Intézete, Budapest, 2019, ISBN 978-615-5890-23-9 (NÖRI Füzetek 19.)